# Landdagen (Slesvig-Holsten)
Landdagen i Kiel er Slesvig-Holstens delstatsparlament.

## Bygningen
Landdagsbygningen, der blev bygget 1888 som tysk marineakademi, ligger direkte ved Kielerfjorden. Ud over at være marineakademi tjente bygningen fra 1919 til 1945 også som admiralsæde. Siden 1950 er bygningen forsamlingssted for Slesvig-Holstens delstatsparlament.
Under anden verdenskrig blev især den øverste etage voldsomt skadet af bombardementer, men efter krigen sat i stand igen. Den tre-etagers høje bygning blev senere flere gange renoveret, senest gennemgik det i 2003 en gennemgribende ombygning, hvor også den nye plenarsal med store glaselementer mod vandsiden blev tilbygget. Plenarsalen domineres af medlemspladserne og præsidiumssæder, der sammen danner en cirkelformet kreds. Tilhørerlogen befinder på et lidt forhøjet niveau overfor talerstolen. Bag talerstolen ses en stiliseret kort af Slesvig-Holsten.
Bygningen huser ved siden af plenarsalen også gruppe- og regeringskontorer, mødelokaler, et biblioteket og en kantine. Der findes også en paternosterelevator.

## Parlamentet
Landdagen består normalt af 69 medlemmer valgt for maksimalt fem år. Valgmåden er et modificeret forholdstalsvalg med to stemmer. Med den første stemme vælges en kandidat i valgkredsen, med den anden stemme vælges partilisten. Afgørende for mandatfordelingen i landdagen er den anden stemme. Opnår et parti flere mandater ved det direkte valg med førstestemmerne, end det har krav på ud fra andenstemmerne, så opstår tillægs- og udligningsmandater. På grund af disse tillægs- og udligningsmandater var parlamentet i valgperioden 2009-1012 udvidet til 95 mandater. Spærregrænsen ved landdagsvalget er på 5 %. Som følge af København-Bonn-erklæringerne er den politiske repræsentation af de danske sydslesvigere fritaget for spærregrænsen.
Landdagens arbejde ledes af et præsidium, der foruden en formand, der vælges ved hver landdagssamlings begyndelse, består af op til to næstformænd fra de største partier i landdagen. I årene 2009 til 2012 havde Torsten Geerdts (CDU) posten som landdagspræsident. Landdagens første møde i en valgperiode bliver ledt af parlamentets aldersformand.
En stor del af parlamentets arbejde foregår i parlamentsudvalg, som landdagen opretter og udpeger landdagsmedlemmer til at deltage i. Landdagen i Kiel har nedsat 8 stående udvalg inden for bestemte fagområder. Landdagens hovedopgaver er indenrigspolitik, uddannelse og kultur. Medlemmerne af landdagen vælger ministerpræsidenten (for tiden Daniel Günther, se også Slesvig-Holstens delstatsregeringer).

## Valget 2022
Valget til landdagen fandt sted den 8. maj 2022.
| Partier   | Procent | +/-   | Mandater |
| CDU       | 43,4    | +11,4 | 34       |
| SPD       | 16,0    | -11,3 | 12       |
| De Grønne | 18,3    | +5,4  | 14       |
| FDP       | 6,4     | -5,1  | 5        |
| SSW       | 5,7     | +2,4  | 4        |
| AfD       | 4,4     | -1,5  | -        |
| Die Linke | 1,7     | -2.7  | -        |

## Mandatfordeling (2017-2022)
Valget til landdagen fandt sted den 7. maj 2017. På grund af tillægs- og udligningsmandater består landdagen af i alt 73 medlemmer.
| Parti     | Procent | Mandater |
| --------- | ------- | -------- |
| CDU       | 32,0 %  | 25       |
| SPD       | 27,3 %  | 21       |
| De Grønne | 12,9 %  | 10       |
| FDP       | 11,5 %  | 9        |
| AfD       | 5,9 %   | 5        |
| SSW       | 3,3 %   | 3        |

## Mandatfordeling (2012-2017)
Valget til landdagen fandt sted den 6. maj 2012. Den nye slesvig-holstenske landdag trådte sammen den 5. juni 2012. Ifølge den nye valglov havde landdagen nu kun 69 mandater .
| Parti     | Procent | Mandater |
| --------- | ------- | -------- |
| CDU       | 30,8 %  | 22       |
| SPD       | 30,4 %  | 22       |
| De Grønne | 13,2 %  | 10       |
| FDP       | 8,2 %   | 6        |
| Piraten   | 8,2 %   | 6        |
| SSW       | 4,6 %   | 3        |

## Mandatfordeling (2009-2012)
Efter valget 2009 bestod landdagen på grund af flere tillægs- og udligningsmandater af i alt 95 medlemmer.
I august 2010 afgjorde forfatningsdomstolen i Slesvig by, at der skal udskrives nyvalg i Slesvig-Holsten senest i efteråret 2012. Retten bekræftede at den daværende valglov med muligheden af flere tillægsmandater var grundlovsstridig, fordi den favoriserede de store partier. Valgloven blev ændret og i maj 2012 blev der afholdt nyvalg.
| Parti     | Procent | Mandater |
| --------- | ------- | -------- |
| CDU       | 31,5 %  | 34       |
| SPD       | 25,4 %  | 25       |
| FDP       | 14,9 %  | 15       |
| De Grønne | 12,4 %  | 12       |
| Die Linke | 6,0 %   | 5        |
| SSW       | 4,3 %   | 4        |

## Landdagens formænd
- Paul Husfeldt (CDU) (26. februar 1946 – 11. november 1946)
- Karl Ratz (SPD) (2. december 1946 – 6. august 1954)
- Walther Böttcher (CDU) (11. oktober 1954 – 16. september 1959)
- Claus-Joachim von Heydebreck (CDU) (29. september 1959 – 6. april 1964)
- Paul Rohloff (CDU) (6. april 1964 – 15. maj 1971)
- Helmut Lemke (CDU) (24. maj 1971 – 12. april 1983)
- Rudolf Titzck (CDU) (12. april 1983 – 2. oktober 1987)
- Lianne Paulina-Mürl (SPD) (2. oktober 1987 – 5. maj 1992)
- Ute Erdsiek-Rave (SPD) (5. maj 1992 – 23. april 1996)
- Heinz-Werner Arens (SPD) (23. april 1996 – 17. marts 2005)
- Martin Kayenburg (CDU) (17. marts 2005 – 27. oktober 2009)
- Torsten Geerdts (CDU) (27. oktober 2009 – 5. juni 2012)
- Klaus Schlie (CDU) (5. juni 2012 - 18.Maj 2022)
- Kristina Herbst (SPD) (siden 18.Maj 2022)[2]

## Eksterne links
- Wikimedia Commons har flere filer relateret til Landdagen (Slesvig-Holsten)
- Landdagens websted Arkiveret 19. februar 2006 hos  Wayback Machine